# Хрипта, Андрей Иванович
Андрей Иванович Хрипта (род. 29 ноября 1986, Знаменка, Кировоградская область) — украинский шоссейный велогонщик, выступавший на профессиональном уровне в период 2011—2016 годов. Дважды серебряный призёр чемпионатов Украины в гонках с раздельным стартом, победитель «Гран-при Адыгеи», участник летних Олимпийских игр в Рио-де-Жанейро и многих других гонок на шоссе. Мастер спорта Украины международного класса.

## Биография
Андрей Хрипта родился 29 ноября 1986 года в городе Знаменка Кировоградской области Украинской ССР. Окончил Центральноукраинский государственный педагогический университет имени Владимира Винниченко.
Первую в карьере победу одержал в 2004 году, выиграв многодневную гонку в городе Черновцы. Впоследствии побеждал на Кубке Украины и различных региональных соревнованиях.
Дебютировал на профессиональном уровне в 2011 году в составе киевской континентальной команды Kolss Cycling Team. Занял восьмое место на «Гран-при Донецка», стал двенадцатым в генеральной классификации «Тура Словакии», выступил на нескольких крупных гонках в России: «Кубок мэра», «Гран-при Москвы», «Пять колец Москвы».
В 2012 году одержал победу на втором этапе «Велосипедного тура Сибиу» в Румынии, расположился на шестой позиции в итоговом зачёте «Гран-при Адыгеи», принял участие в «Туре Болгарии», где занял 9 и 16 места в горной и генеральной классификациях соответственно.
На шоссейном чемпионате Украины 2013 года финишировал девятым в групповой гонке и седьмым в индивидуальной гонке с раздельным стартом. Одержал победу на «Гран-при Адыгеи», выиграл пролог «Тура Румынии» (командная гонка с раздельным стартом), стал вторым на «Мемориале Олега Дьяченко», занял восьмое место в генеральной классификации «Пяти колец Москвы». Выступил на шоссейном чемпионате мира Тоскане.
В 2014 году занял седьмое место в генеральной классификации «Тура Иранского Азербайджана», принял участие в многодневной гонке высшей категории «Тур озера Цинхай» и в мировом первенстве в Понферраде.
Сезон 2015 года Хрипта провёл в другой киевской континентальной команде Kyiv Capital Racing, просуществовавшей только один год. В это время он завоевал серебряную медаль на чемпионате Украины в разделке, уступив только Сергею Лагкути. Одержал победу на «Гран-при ISD», стал третьим на «Гран-при Винницы», вторым на «Пяти кольцах Москвы», полностью проехал многодневку высшей категории «Тур Хайнаня». На чемпионате мира в Ричмонде стартовал в групповой гонке, но сошёл с дистанции.
В зачёте украинского национального первенства 2016 года вновь был вторым в разделке, на сей раз проиграв Андрею Василюку. В этом сезоне вновь представлял Kolss BDC Team, побывав на нескольких гонках первой и второй категорий. Благодаря череде удачных выступлений вошёл в основной состав украинской национальной сборной и удостоился права защищать честь страны на летних Олимпийских играх в Рио-де-Жанейро — вышел на старт мужской групповой гонки, но до финиша не добрался, не показав никакого результата.
За выдающиеся спортивные достижения удостоен почётного звания «Мастер спорта Украины международного класса».